# Кабанбай-батира
Кабанба́й-бати́ра (каз. Қабанбай батыр) — село у складі Цілиноградського району Акмолинської області Казахстану. Адміністративний центр сільського округу Кабанбай-батира.
Населення — 7968 осіб (2021; 5181 у 2009, 4212 у 1999, 4138 у 1989).
Національний склад станом на 1989 рік:
- німці — 68 %.

До 2001 року село називалося Рождественка.

## Люди
В селі народилася Маркитан Олена Миколаївна (нар. 1961) — українська майстриня ляльок і педагог.